# O mie (cântec de Aliona Moon)
„O mie” este o piesă muzicală interpretată de cântăreața moldoveancă Aliona Moon, compusă de Pavel Parfeni pe versuri de Iuliana Scutaru și Serghei Legheida. Melodia are și o versiune în engleză, intitulată „A Million” (Un milion).
„A Million” a câștigat concursul O melodie pentru Europa 2013 pe 16 martie 2013, obținând 10 puncte din votul public și 12 din partea juriului. O zi mai târziu, TeleRadio Moldova a anunțat că „O mie” este piesa ce va reprezenta Republica Moldova la Concursul Muzical Eurovision 2013, intrând în prima semifinală, ce se va desfășura pe 14 mai 2013 la Malmö, Suedia.
| Predecesor: Lăutar | Republica Moldova la Concursul Muzical Eurovision 2013 | Succesor: Wild Soul |